# 陶器二三雄

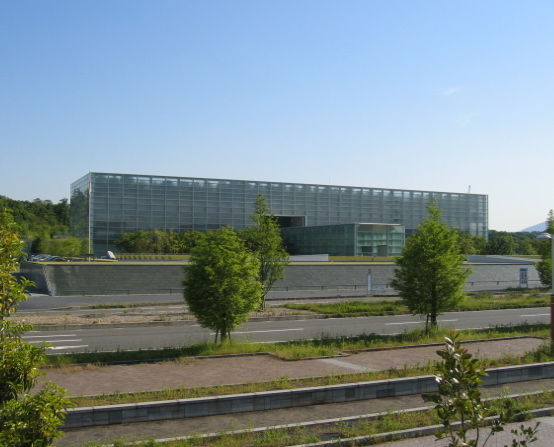
陶器二三雄設計の国立国会図書館関西館

陶器 二三雄（とうき ふみお、1947年 - ）は日本の建築家、企業経営者。株式会社陶器二三雄建築研究所代表。代表作は国立国会図書館関西館。

## 経歴
- 1947年 大阪府豊中市生まれ
- 1982年 イタリア国立ヴェネツィア建築大学修復課程修了（RESUTAURO DEI MONYUMENTI）
- 1988年 株式会社陶器二三雄建築研究所設立

## 特徴
設立以来、企画、建築、内装、家具に至るまで総合的に携わっており公共建築、本社ビル、企業の役員階、迎賓館、図書館など幅広い設計活動を展開している。

## 教職
- 2007年 東京理科大学非常勤講師
- 2014年 岡山県立大学非常勤講師
- 2015年 東京工業大学非常勤講師

## 受賞歴
- 1996年 国立国会図書館関西館（仮称）建築設計競技最優秀賞
- 2000年 ヘルシンキミュージックセンター建築設計競技優秀賞（Helsinki Music Center Architectural Competition）
- 2003年 CFT構造賞　（国立国会図書館関西館）
- 2004年 日本建築学会賞・作品賞　（国立国会図書館関西館）
- 2004年 BCS賞・全国建築業協会賞　（国立国会図書館関西館）
- 2004年 日本図書館協会建築賞　（国立国会図書館関西館）
- 2006年 日本建築家協会賞　（国立国会図書館関西館）
- 2009年 (仮称)森鷗外記念館建築基本及び実施設計委託プロポーザル最優秀賞
- 2010年 日本建築仕上学会賞・作品賞　（一宮邸）
- 2013年 文の京都市景観賞・景観創造賞　（文京区立森鷗外記念館）
- 2014年 BCS賞・全国建築業協会賞　（文京区立森鷗外記念館）
- 2015年 日本芸術院賞[2]
- 2015年 日本建築学会作品選奨　（文京区立森鷗外記念館）

## 設計競技
- 1993年 沖縄県「平和の礎」建築設計競技　佳作
- 1996年 国立国会図書館関西館（仮称）国際建築設計競技　最優秀賞
- 2000年 ヘルシンキミュージックセンター国際建築設計競技　優秀賞
- 2003年 長春工業大学キャンパス計画設計競技　最優秀賞
- 2009年 (仮称)森鷗外記念館建築基本及び実施設計委託プロポーザル最優秀賞